# Godefroi Chrétien de Dompierre de Jonquières
Godefroi Chrétien de Dompierre de Jonquières (3. marts 1818 på Folehavegård – 28. november 1883 i København) var en dansk embedsmand, bror til Henri Alexandre Antoine og Jean André Frédéric de Dompierre de Jonquières. Fra ham nedstammer alle nulevende danske medlemmer af slægten Dompierre de Jonquières.
Han blev student fra Borgerdydskolen i København 1836, cand.jur. 1841, volontør i Danske Kancelli 1843, kancellist i Kultusministeriet 1848 og var ministersekretær i samme ministerium 1849-52. 1852 blev han bureauchef i Ministeriet for Hertugdømmet Slesvig, men blev afskediget efter 2. Slesvigske Krig, da ministeriet blev nedlagt. 1852 blev han kancelliråd, 1859 justitsråd og 1860 Ridder af Dannebrog.
Han blev gift i København 1. maj 1846 med Harriet Lindham (27. december 1820 i Iver Bridge, Jey i Devonshire – 24. april 1884 i København). De fik bl.a. sønnen Frederik de Jonquières. Parret er begravet på kirkegården ved Reformert Kirke.